# 15-я улица — Проспект-парк (линия Калвер, Ай-эн-ди)
|   |   |   |   |
| · | · | · | · |

|   |   |   |   |
| · | · | · | · |

«15-я улица — Проспект-парк» (англ. 15th Street–Prospect Park) — станция Нью-Йоркского метрополитена, расположенная на линии Калвер, Ай-эн-ди. Станция находится в Бруклине, в округах Парк-Слоуп и Виндсор Террэйс, на пересечении Проспект Парк Уэст с 15-й улицей. На станции останавливаются маршруты F (круглосуточно) и G (круглосуточно). Экспресс-пути, обходящие станцию стороной по спрямлённой трассе, используются маршрутом <F> (в часы пик в пиковом направлении). Рядом расположен городской парк Бруклина — Проспект-парк.
Станция представлена единственной сильно изогнутой островной платформой. Пути, обслуживаемые станцией — локальные. Два экспресс-пути проходят под парком по спрямлённой трассе и со станции не видны. Станция отделана в основном белой плиткой. Название станции имеется и на стенах, и на колоннах.
Над платформой во всю её длину расположен мезонин, который доступен для всех людей — не только пассажиров подземки. Со стороны метро мезонин разделён на части. В мезонине расположены турникеты станции и билетные кассы. Все три выхода на станции открыты круглосуточно.
Станция имеет несколько выходов. Основным считается северный. Отсюда выход осуществляется к Бартел-Причард скверу (между 15-й улицей и Проспект парком). Также есть несколько выходов непосредственно к Проспект парку. Помимо этого есть ещё два выхода — центральный и южный. Центральный приводит к 16-й улице. Южный выход территориально находится уже в соседнем округе — Виндсор Террэйс, недалеко от Ховард плэйс.
Станция внесла свой вклад и в культуру. Одна из сцен Нью-Йоркского метрополитена в фильме «Пи» была снята именно на этой станции.

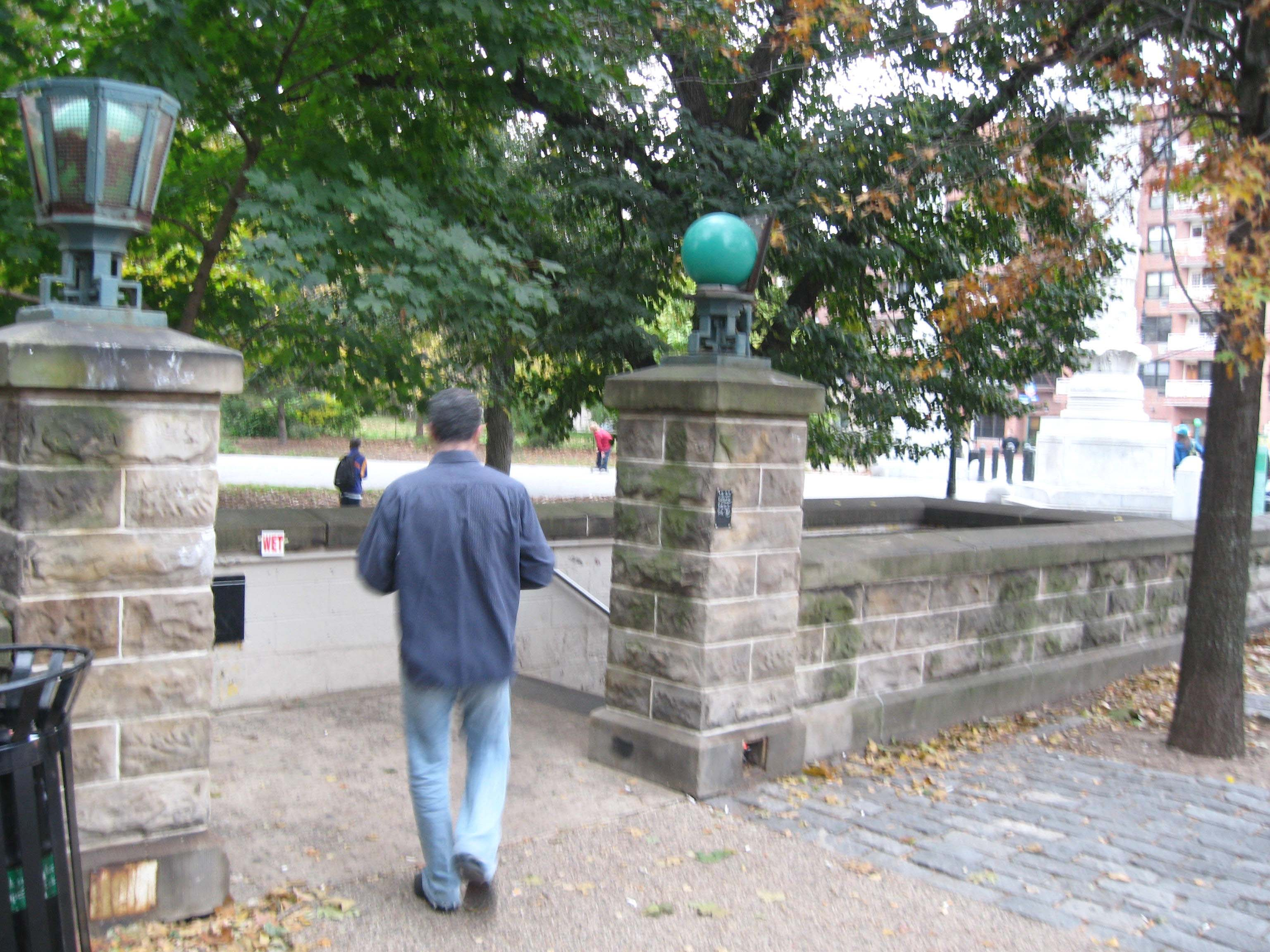
Северный выход
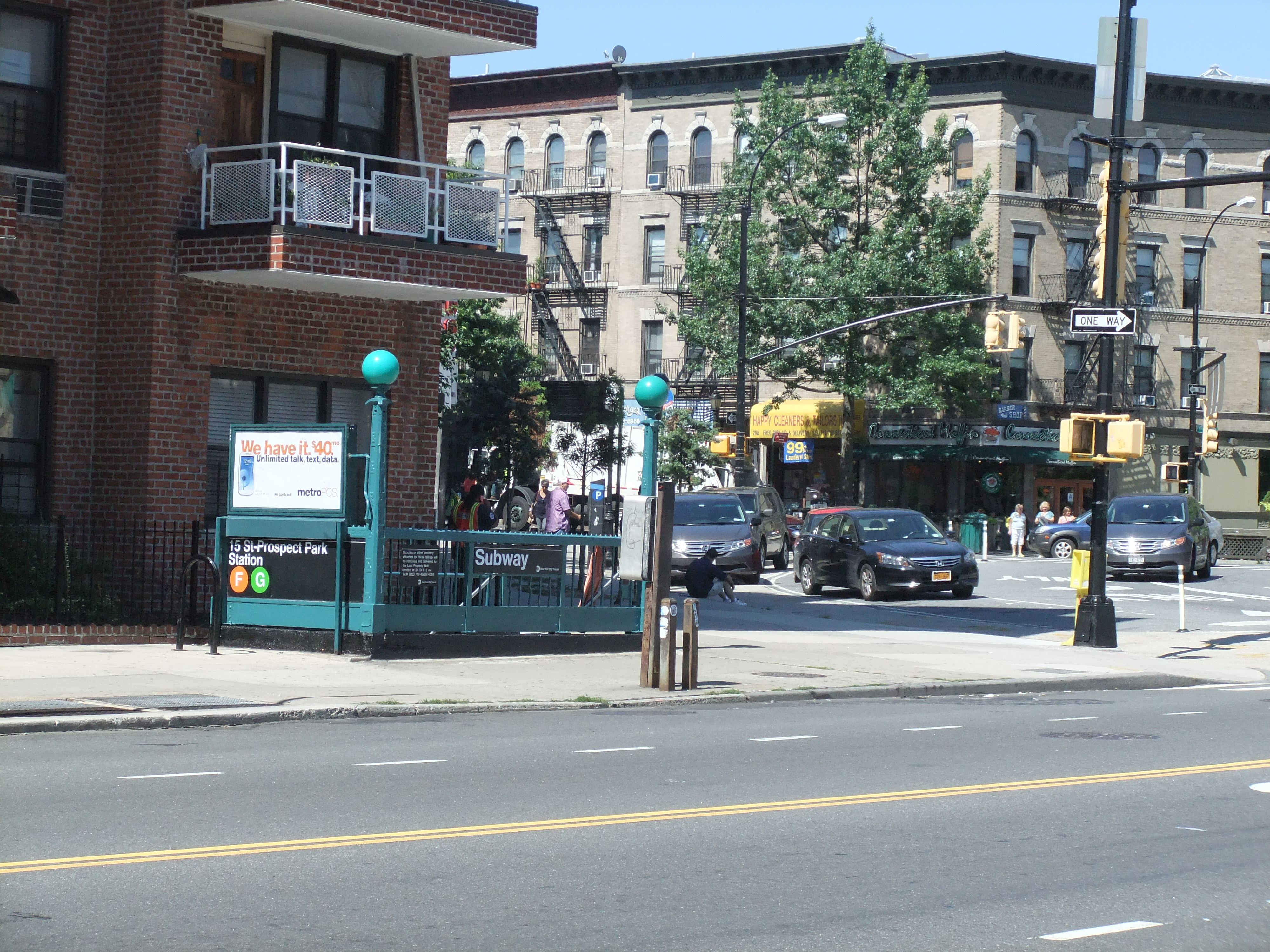
Западный выход
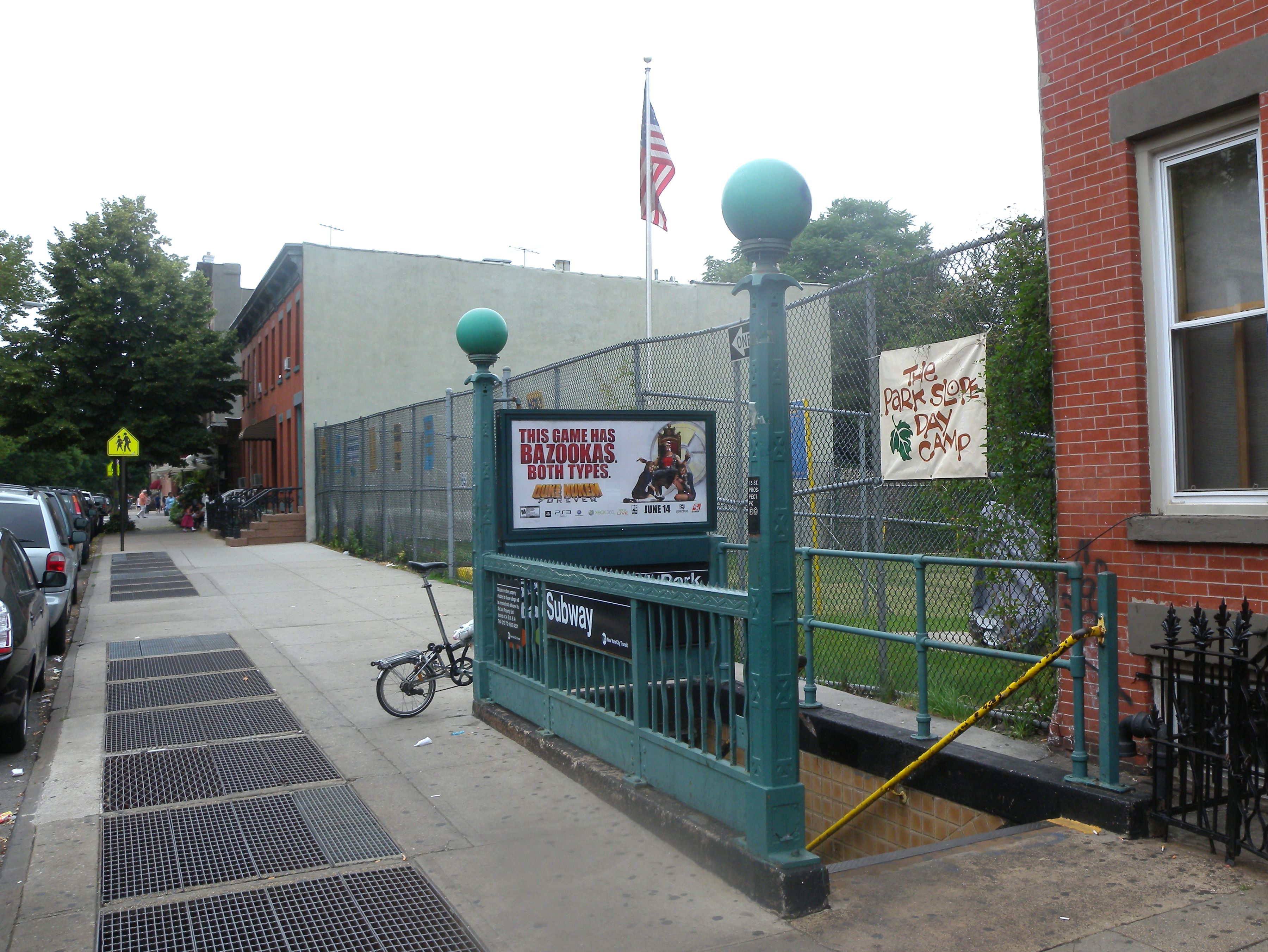
Южный выход, Виндсор Плэйс